# Dukinfield Henry Scott
Dukinfield Henry Scott (Londra, 28 novembre 1854 – Oakley, 29 gennaio 1934) è stato un botanico britannico.

## Biografia
Nacque a Londra il 28 novembre 1854 dall'architetto George Gilbert Scott e da sua moglie Caroline Oldrid. Studiò scienze naturali all'Università di Oxford dove si laureò e proseguì gli studi all'Università di Würzburg in Germania, dove studiò con Julius Sachs, conseguendo il dottorato. Nel 1882 fu nominato assistente del professore di botanica all'University College di Londra e nel 1885 lavorò come professore assistente di biologia al Royal College of Science di South Kensington. Fu il primo docente di botanica all'University College a permettere alle donne di frequentare le sue lezioni. Uno dei suoi studenti fu Harold Wager, che divenne membro della Royal Society di Londra nel 1904.
Nel 1892 fu nominato primo custode del Laboratorio Jodrell presso il Royal Botanic Gardens, Kew, ruolo che ricoprì per quattordici anni fino al 1906, sotto la direzione del botanico William Turner Thiselton-Dyer. Nello stesso anno si trasferì con la famiglia a East Oakley House, vicino a Basingstoke (Hampshire), dove continuò a svolgere attività di ricerca.
Nel corso della sua carriera pubblicò numerosi libri e articoli di botanica e paleobotanica su riviste scientifiche. Lavorò a stretto contatto con specialisti di paleobotanica come William Crawford Williamson e Francis Wall Oliver.
Ricoprì il ruolo di segretario generale della British Association dal 1900 al 1903 e quello di presidente della Royal Microscopical Society dal 1904 al 1906, oltre ad essere segretario della Linnean Society dal 1902 al 1908 e suo presidente dal 1908 al 1912. Nel 1930 divenne presidente della sezione paleobotanica del Congresso botanico internazionale di Cambridge.
Fu eletto membro dell'Accademia reale svedese delle scienze nel 1916 e Fellow of the Royal Society nel giugno 1894. Nel 1930 fu eletto membro onorario della Royal Society di Edimburgo.
Nel 1906 fu insignito della Medaglia Royal, nel 1921 della Medaglia Linneana dalla Linnean Society, nel 1926 della Medaglia Darwin della Royal Society e nel 1928 della Medaglia Wollaston dalla Geological Society of London. Ricevette inoltre un dottorato onorario in scienze dall'Università di Manchester, un dottorato in giurisprudenza ad Aberdeen e fu membro onorario di molte accademie straniere, tra cui l'Accademia francese delle scienze.

## Vita privata
Nel 1887 sposò la botanica Henderina Scott (nata Henderina Victoria Klaassen), che era stata una delle sue prime studentesse. Ebbero sette figli, tre dei quali morirono in tenera età.